# ミハイル・ズビンチュク
ミハイル・セルゲイヴィチ・ズビンチュク（ロシア語: Михаил Сергеевич Звинчук、1991年 - ） は、ロシアの軍事ブロガーであり、約120万人以上の購読者を持つTelegramチャンネル「Rybar」(ライバー、ロシア語: Рыбарь（漁師））の創始者。2019年までロシア国防省の広報部で勤務していた。スビンチュクの各レポートは平均約60万人が購読している。

## 幼少期と教育
ズビンチュクはウラジオストクで生まれた。14歳からモスクワのスヴォーロフ陸軍学校で学び、その後にアラビア語と英語の軍事通訳としてロシア連邦国防省の軍事大学を卒業した。

## 経歴
卒業後、スペツナズGRUで勤務し、偵察部隊の指揮官を務めた。
ロシアのシリア内戦介入において、ズビンチュクはロシア国防省の広報部で勤務し、その点で2018年にミロトヴォレツの「ウクライナの敵」リストに「ロシアのウクライナ侵略とシリアでの民間人虐殺を正当化するためのロシア国防省の情報・プロパガンダ活動および操作の共犯者」として加えられた。2019年に軍を除隊した。
2022年12月20日、ウラジーミル・プーチン大統領の命令により、ズビンチュクは動員のための作業委員会に加えられた。

## テレグラムチャンネル「Rybar」
テレグラムのRybarチャンネルは、ズビンチュクとモスクワを拠点とするプログラマーのデニス・シュチューキンによって開設され、2022年11月にベル紙の記者によって明らかにされるまでその身元は匿名のままであった。同紙によると、当初このチャンネルは独立して運営されていたが、ある時点でクレムリンに近いオリガルヒ・エフゲニー・プリゴジンのインターネット・リサーチ・エージェンシー（IRA）と協力し始めた。協力の過程でプリゴジンはRybarチャンネルに資金提供し、チャンネルの常設セクションが2020年6月から2021年8月までIRAのウェブサイトで公開された。この協力は2021年または2022年に終了した。
2022年のRTVIとのインタビューで、ズビンチュクは、Rybarで約40人の正社員が働いており、同チャンネルの月額予算は400万ルーブルで、寄付によって運営されていると明らかにした。このチャンネルは、ウクライナ戦争中のロシア国防省の行動に対する批判を公開した。2022年10月、テレグラムチャンネル「Mash」は、ロシア連邦軍参謀総長のワレリー・ゲラシモフがロスコムナゾールに対し、このチャンネルに「フェイク」ニュースやロシア軍の「信用を傷つける」ものがないかチェックするよう要請したと報じた。 同時にベル紙によると、チェック発表の3日前に同チャンネルは動員を宣伝する3つのメッセージを公開した。

## 制裁
2023年1月15日、ズビンチュクは「戦争を宣伝し、偽情報を広め、プーチン政権を支援している」としてウクライナの制裁リストに加えられた。
2023年6月23日、ズビンチュクはウクライナの領土一体性、主権、独立を損ない脅かす行為を支援したとして、すべてのEU加盟国の制裁リストに加えられた。

## 栄誉
- 「義務への忠誠勲章」（クリミア共和国、2023年6月8日） [13]
- 「祖国功労勲章」2等メダル（2023年11月16日）[14]